# Jaromír Egon Czernin-Morzin
Jaromír Egon Černín hrabě z Chudenic-Morzinu, či jen Jaromír Černín, Jaromir Czernin apod. (30. ledna 1908, Praha – 1. února 1966, Mnichov) byl český šlechtic z hrabědího rodu Černínů-Morzinů. Ve známost vešel prodejem Vermeeerova obrazu Umění malby Adolfu Hitlerovi.

## Život

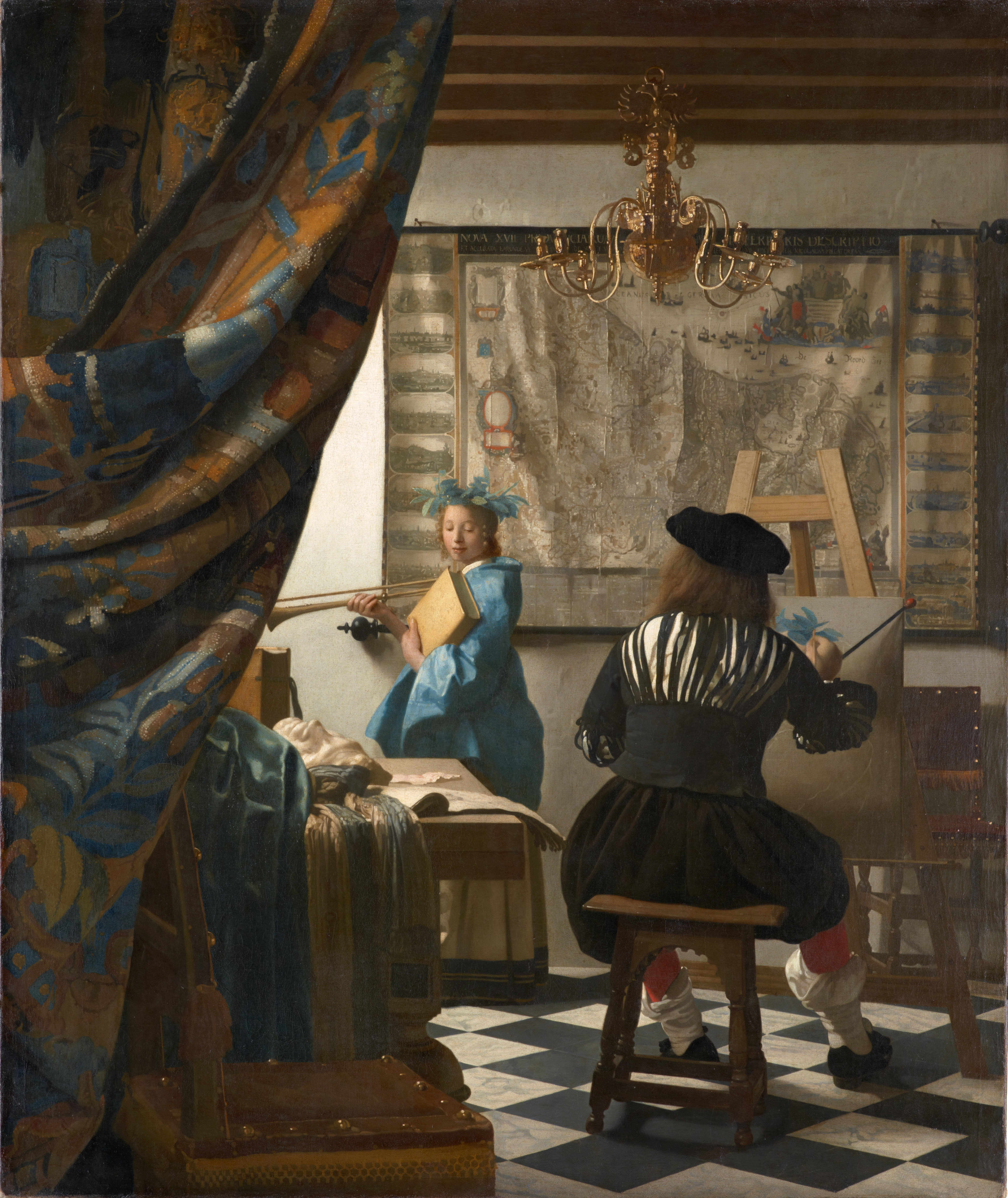
Obraz Umění malby Jana Vermeera

Jaromír Egon Rudolf Josef František de Paula Antonín z Padovy Alexandr Wolfgang Maria, hrabě Černín z Chudenic a Morzinu, pán na Vrchlabí a Horním Maršově se narodil v Praze jako syn Rudolfa Černína, pána na Vrchlabí a Horním Maršově (1881–1928) a jeho manželky Very princezny z Hohenlohe-Waldenburg-Schillingsfürstu-Kounic (1882–1940).

### Manželství a rodina
Jaromír Černín byl pětkrát ženatý a měl tři děti z prvního manželství a dvě děti z druhého. Jeho nejstarší dítě, Alexandr hrabě Černín (1930), se poprvé oženil s Aleidou (Ada) Koelewijnovou (1925), dcerou nizozemského architekta Gerharda Stephena Koelewijna.

## Prodej obrazu
Po smrti otce zdědil barokní obraz Umění malby nizozemského mistra Jana Vermeera, který je některými historiky umění považován za umělcovo nejvýznamnější dílo. Obraz vlastnil jeho prapředek, sběratel umění hrabě Jan Rudolf Černín (1757–1845).
Jaromír Černín se rozhodl obraz prodat, aby mohl zaplatil svůj nákladný životní styl. Obraz nejprve soukromě zakoupil Hermann Göring, tomu však zabránil Hitler a vymohl, že plátno (za 1,65 milionu říšských marek) přejde do vůdcovy sbírky mistrovských děl v Linci, známé jako Führermuseum.
Do roku 2009 se Černínova rodina snažila získat Vermeerův obraz zpět s odůvodněním, že byl prodán pod hrozbou a neoprávněně tak skončil v rukou nacistů jako „uloupené umění“. V březnu 2011 však bylo rozhodnuto, že prodej z roku 1940 byl zákonný, a proto nenastal nárok pro navrácení.